# Euskolegas
Euskolegas es una serie de televisión producida por Pausoka para la cadena autonómica ETB 2, que la estrenó el 11 de mayo del 2009. Es la secuela del espacio del mismo nombre emitido en el programa de humor de la cadena de ETB 2 Vaya Semanita entre 2006 y 2008. La serie finalizó su segunda temporada el 14 de diciembre de 2009, y no renovó por más debido a los discretos resultados de audiencia de esta última, echando el cierre con un final abierto.

## Orígenes
En sus inicios Euskolegas nació como un espacio para el programa de humor de la cadena ETB 2 Vaya Semanita, emitido durante la cuarta y la quinta temporada del mismo, que contaba las peripecias de tres jóvenes pertenecientes a las tres principales ciudades del País Vasco que compartían piso en Bilbao: Patxi (Andoni Agirregomezkorta), bilbaíno incondicional del Athletic, Alex (Javier Antón), donostiarra tradicionalista, y Pruden (Iker Galartza), vitoriano seductor y amante de las patatas. La llegada posterior de Leire (Laura de la Calle), una navarra de Caparroso que llegaba a la ciudad para iniciar su carrera como actriz introducía una trama en la que se iniciaba una historia de amor y desencuentros entre esta y Alex, la cual culminaba en una boda que pasaría a ser el nexo con la posterior serie, que tardaría casi un año en estrenarse desde la última emisión en Vaya Semanita.
Después de dos años de que dejase de emitirse la serie, el 3 de febrero de 2011, el personaje de Patxi volvió al programa de Vaya Semanita con su propio espacio en el programa, llamado El nido de Patxi, apareciendo también como personaje protagonista.

## Argumento
La serie arranca con la boda de Alex y Leire, la cual por diversos contratiempos no llega a celebrarse. No es esto lo que acaba con la relación de la pareja, sino la boda del donostiarra con una animadora del crucero en el cual hacen su viaje de "no casados", la cual tiene lugar con ambos contrayentes en estado de embriaguez. Alex se verá obligado a vivir otra vez con sus amigos en el nuevo piso que Patxi ha heredado de su tía abuela. Un nuevo huésped se instala con ellos, Santi (Ramón Barea), el tío de Patxi, que recibe por sorpresa la demanda de divorcio de su esposa Bego (Arantxa Aranguren), quien vive en el piso de al lado de los tres amigos con su hija Esti (Verónica Moral). Para completar el cupo, entra en escena Sara (Nayra Navarro), la chica con la que se casó Alex, la cual se instala bajo alquiler en el piso de Bego y Esti. Nuevos personajes para esta etapa de nuevo formato de Euskolegas son los anteriormente mencionados, quienes darán junto a los ya conocidos más juego en esta serie.

## Personajes

### Personajes protagonistas
- Francisco «Patxi» Goikoetxea (Andoni Agirregomezkorta): bilbaíno de pro, obsesionado con el sexo a pesar (o a causa) de su escasa actividad en esta materia. Aun estando independizado de sus padres sigue gorroneándoles todo lo que puede. Reacio a siquiera oír hablar de trabajo, las únicas aspiraciones de este antiguo estudiante de Periodismo pasan por satisfacer sus necesidades más básicas. Es forofo a muerte del Athletic, y sus ídolos son Clemente y Guerrero. Tras compartir piso con sus amigos Alex y Pruden hereda el de su tía abuela a la muerte de esta y se traslada allí junto a estos y su tío Santi, quien se ve obligado a marcharse de su anterior hogar tras su divorcio. No lleva mucho tiempo viviendo allí cuando su vecino Xixario le reclama el inmueble alegando la relación amorosa que mantenía con la anterior propietaria, y en un intento por retenerlo termina por perder todos sus muebles en una apuesta. Luego del final de la serie vuelve a aparecer en Vaya Semanita, en el segmento «El nido de Patxi» consigue una VPO y se va a vivir solo, habla por una grieta en la pared con su vecino, frecuenta el restaurante de kebabs de Hazim y tiene una sirvienta latina llamada Sheylis a la que no pierde de vista...

- Alejandro «Alex» Ufarte (Javier Antón): donostiarra de tradición católica y algo conservadora y con un afán perfeccionista. Amante de la canción ligera, posee unos sentidos de la elegancia y la higiene personal muy pulcros. Tiene un máster en Administración y Dirección de Empresas, gracias al cual trabaja en una caja de ahorros, y suele ponerse nervioso cuando ve alterado el orden natural de las cosas que tiene concebido. Su vida da un giro de 180 grados cuando conoce a Leire, con quien tiene varios episodios de desencuentros hasta que comienzan de forma oficial su relación. La accidentada celebración de la boda de ambos, que no llega a tener lugar por diversas causas no es impedimento para que la pareja disfrute de su viaje de novios en un crucero por el Mediterráneo. La boda de Alex con Sara (ambos completamente bebidos) durante el viaje es lo que pone punto final a la relación de este con la navarra, y tras la marcha de ella a Hollywood termina yéndose a vivir con sus amigos en su nuevo piso de solteros. Sus intentos por conseguir el divorcio con su reciente esposa concluyen de manera exitosa después de mucho tiempo y antes de darse cuenta de que está enamorado de ella, aunque en un momento de debilidad emocional termina besándose con su vecina Esti. Tras aclarar el suceso, intenta empezar de cero con Sara, lo cual consigue después de numerosos intentos. El regreso de Leire embarazada (supuestamente) del primo de Alex no parece trastocar sus planes hasta que le revela que es él el verdadero padre de su hija.

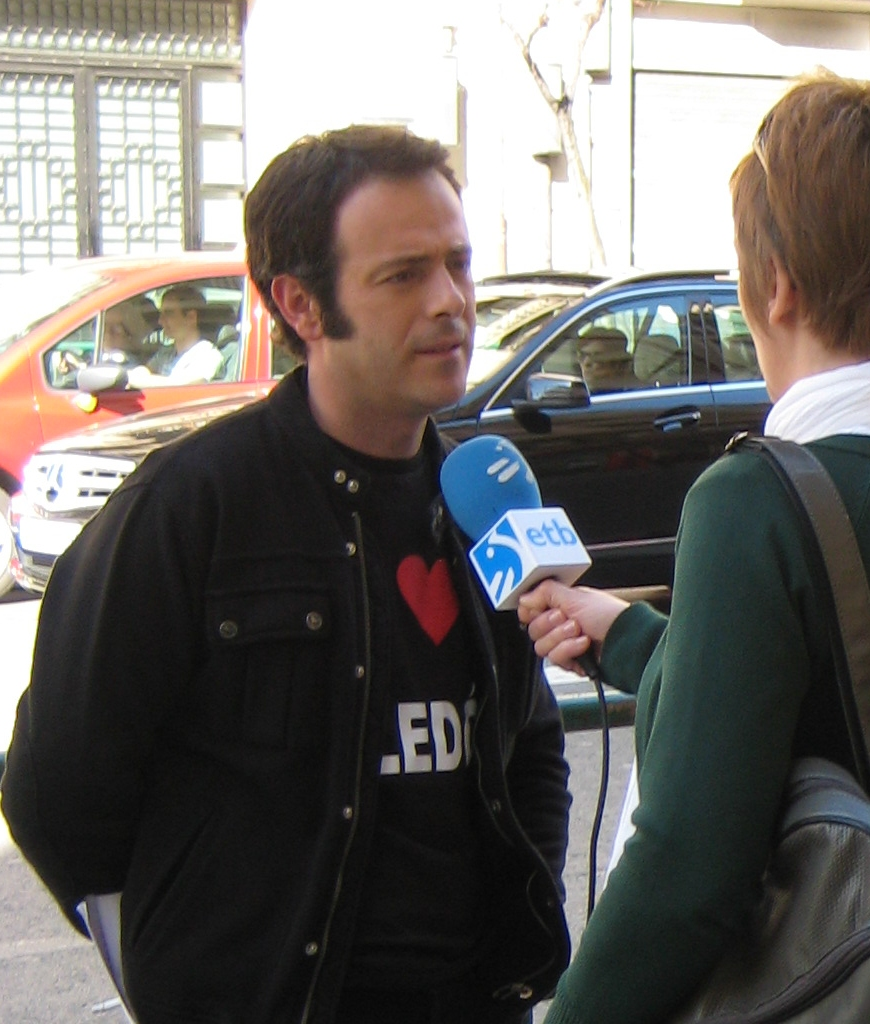
Iker Galartza, en la presentación de Euskolegas en 2009.

- Prudencio «Pruden» Fournier (Iker Galartza): vitoriano con una habilidad innata para seducir y propenso a numerosas relaciones esporádicas sin ningún tipo de compromiso. Es un fanático de las patatas, especialmente las alavesas, y combina sus dos pasiones en su famoso «secreto de la patata», algo que solo sus ligues conocen. Este profesor de universidad suele ser la voz conciliadora en las discusiones entre sus compañeros. En sus primeras semanas en el nuevo piso de solteros heredado por Patxi empieza a tener a causa de su carácter promiscuo más de un roce con su nueva vecina, Esti. Es con ella con quien empieza a sentir por primera vez el amor, aunque no encuentra el valor para decirle lo que siente hasta que esta se marcha a Benidorm por motivos laborales, momento en el que ambos se despiden con un beso. Visita en dos ocasiones «El nido de Patxi» en Vaya Semanita luego del fin de la serie Euskolegas.

### Personajes principales
- Sara Etxart (Nayra Navarro): compañera de piso de Bego y Esti. Procedente de San Juan de Luz, es una chica inteligente y seductora nata que no duda en hacerse la interesante para lograr lo que se propone. Cercana a cumplir los 30, vive la vida como si todavía tuviera 25 y tiene un profundo miedo a envejecer. Después de casarse con Alex en estado de embriaguez en el crucero donde ella trabajaba es despedida y se ve obligada a buscarse un empleo con el que pueda pagar el alquiler del piso donde se instala posteriormente. A pesar de preferir la soltería intenta sacar ventajas de su estado de casada, lo que le creará una enorme tensión entre ella y su «marido». Cuando finalmente consigue el divorcio, se da cuenta de que está enamorada de Alex tras escucharle decir lo que sentía por ella, y decide revelarle sus sentimientos antes de descubrirle besándose con Esti; aun tras saber que su amiga solamente le besó por pena, intentará tener una relación únicamente de amistad con el donostiarra, algo a lo que este se resiste. No se imagina, cuando finalmente comienzan una relación que el regreso de Leire embarazada de una niña cuyo padre finalmente resulta ser Alex podría amenazar la estabilidad de su noviazgo cuando se encuentran en su mejor momento.

- Santiago «Santi» Goikoetxea (Ramón Barea): tío de Patxi, tan vago y liante como su sobrino pero con el encanto que le falta a este. Chiquitero como los que no quedan, este técnico de reparaciones es experto en servirse de todo tipo de zalamerías y chantajes para salirse siempre con la suya y tirarse en el sofá frente a la televisión sin dar un palo al agua. Su vida da un vuelco cuando su mujer le pide el divorcio, lo que le lleva a instalarse en el piso de Patxi, justo al lado de donde tenía su vida en matrimonio. Cuando Bego empieza una relación con el jefe de su hija Santi cambia su look por consejo de Esti y utiliza sus armas de hombre para reconquistar a su exmujer, cosa que consigue con un rotundo éxito, aunque ella no lo considera nada más que un desliz. Tras conseguir la prejubilación, aprovecha el traslado de Esti a Benidorm para irse a vivir con ella, tentado por una vida llena de aficiones con las que aprovechar el tiempo libre del que dispondrá.

- Estíbaliz «Esti» Goikoetxea (Verónica Moral): hija de Santi y Bego y prima de Patxi. A sus 28 años, sigue viviendo en casa de su madre por comodidad, y no concibe vivir sola ni compartir piso con desconocidos. Nunca ha tenido una relación estable, ya que es muy exigente en cuanto a encontrar su príncipe azul. En cuanto a sus relaciones sociales con sus nuevos vecinos comparte lugar de trabajo con Alex y más de una discusión con Pruden a causa del carácter promiscuo de este, el cual le reportará problemas para conciliar el sueño. Tras empezar su madre una relación con su jefe, cosa que ella desaprueba, intenta acabar por todos los medios con la misma, hasta el punto de convencer a su padre para reconquistarla. Durante unas fiestas paralelas organizadas respectivamente por Sara y Alex para celebrar su divorcio besa al donostiarra por pena justo cuando la francesa se decide a revelarle a este lo que siente por él. Un traslado laboral le lleva a abandonar el hogar materno para irse a vivir a Benidorm, lo que no hace sin despedirse de Pruden correspondiendo lo que el vitoriano siente por ella con un beso.

- Begoña «Bego» Urrutia (Arantxa Aranguren): mujer de Santi y tía de Patxi, es una coqueta ama de casa con una fachada de «echada pa'lante» que a la hora de enfrentarse al mundo real suele tener alguna que otra duda. Tras darse cuenta de que está inmersa en una vida que no es con la que había soñado le pide el divorcio a su marido, del cual ahora se arrepiente de haber perdido la cabeza por él, a pesar de que todavía se siente atraída hacia este. Para mantener su independencia económica pone en alquiler una de las habitaciones del piso en el que vive con su hija Esti. Tras empezar una relación con Juan Mari, el jefe de su hija, hace planes con este para un viaje romántico, los cuales parecen irse abajo cuando vuelve a caer rendida a los encantos de su exmarido.

- Leire Roncal (Laura de la Calle): exnovia de Alex. Una chica en el fondo dulce aunque a veces puede resultar un tanto bruta. Aspirante a actriz procedente de Caparroso que llegó a Bilbao para triunfar en el mundo del teatro, llegando a instalarse al lado del antiguo piso del trío de amigos. Tras irse una temporada a Nueva York después que Alex le declarara su amor por ella vuelve para compartir piso con este y sus amigos. Después de numerosos desencuentros con el donostiarra comienzan por fin una relación que deciden cimentar con una boda que por diversos motivos no llega a celebrarse, lo que no impide que disfruten de un viaje de novios. Cuando se entera de la boda de Alex con Sara da por finalizada su relación y decide marcharse otra vez a Nueva York para ver cumplido su sueño de convertirse en la Glenn Close de Caparroso. Tras casi seis meses allí regresa a Bilbao para quedarse a vivir junto a Rafa (Luis Larrodera), el primo de su exnovio y padre del bebé que espera. O al menos es lo que cree hasta que descubre en una visita al ginecólogo que lleva una semana más de embarazo de lo que pensaba, lo que lleva a su novio a dejarla cuando tras dar a luz consigue confirmar que el padre de su hija es Alex.

- Juan Mari Badiola (Ramón Ibarra): jefe de Alex y Esti en la sucursal donde trabajan ambos. Un auténtico fanático del trabajo que cuando no imparte disciplina se preocupa por sus empleados más de lo que estos desearían. Comienza una relación sentimental con Bego, y aunque al principio parece más interesado en ella por hacerla clienta de la caja va más lejos ofreciéndola hacer con él un viaje romántico a París, el cual hacen juntos a pesar del desliz de ella con Santi, el cual desconoce. Tras vivir la experiencia de un atraco en su sucursal, le pide matrimonio a su novia.

### Personajes secundarios
- César Jesús «Xixario» González (Pedro Otaegi): vecino jubilado de la planta donde viven los protagonistas. Su mayor entretenimiento es asomar por la puerta de su casa para cantarle las cuarenta a sus vecinos o reírse de ellos. Aprovecha su relación amorosa con la difunta tía abuela de Patxi para reclamarle el piso que este ha heredado a la muerte de ella, consiguiendo además los muebles del mismo después de vencer a Pruden en una carrera de karts.

- Ione (Leire Ruiz): compañera de Sara en la tienda de ropa donde comienza a trabajar la francesa después de perder su anterior empleo en una agencia de viajes. Una joven más preocupada por irse de fiesta y hacer botellones que de hacer bien su trabajo.

- Tomás «Tom» (Guillermo Altair): es el camarero y propietario del bar al que siempre van los personajes. Su nombre viene del chiste: «Tomás, ¿qué Tomás? Un whisky».

## Detalles de la tercera temporada cancelada
Después de que finalmente se confirmara la cancelación de la serie, el administrador del blog oficial de la serie decidió colgar una entrada en su blog, describiendo los cambios que hubiera habido en la serie si efectivamente se hubiese realizado una tercera temporada, además de comentar como hubiera sido el final de la serie.

Como ya habréis podido imaginar, no habrá, salvo milagro total y absoluto, tercera temporada de Euskolegas. Así, que tal y como prometí hace un tiempo, os cuento alguna de las líneas generales que teníamos pensadas para esa hipotética nueva tanda de capítulos:

- La acción iba a transcurrir tres meses después del final de la segunda temporada: Sara terminaba desapareciendo de la vida de Álex al no poder soportar el hijo en común que acababa de tener con Leire. Con el tiempo, poco a poco, la llama volvía a surgir entre el donostiarra y la caparrosina. Al final de la serie hubiesen terminado conviviendo, sin boda de por medio.
- Patxi se iba a echar novia. ¡Sí! ¡Por fin! Nuestro encantador bilbaíno iba a tener un sinfín de problemas ya que, al no haber vivido nunca una relación, iba a ser incapaz de llevar un noviazgo normal. Su egoísmo unido a su dificultad para entender a las mujeres hubiese generado momentos muy divertidos.
- Juan Mari y Bego finalmente no se casaban. El primero se arrepentía de la petición de matrimonio: el shock de sufrir un atraco le impulsó a decir cosas que no pensaba. Bego a su vez descubría que ya no le ataban demasiadas cosas a Bilbao y se trasladaba a Benidorm con su hija y con su ex marido y auténtico amor.
- Unas nuevas vecinas se instalaban en el piso de enfrente, antes ocupado por la familia Goikoetxea. Todas iban a querer estar con Pruden, lo que le iba a causar auténticos quebraderos de cabeza.
¿Y cómo iba a finalizar la serie? Al final Álex y Pruden volvían a sus respectivas ciudades de origen: Pruden terminaba de director del Artium en Vitoria y Álex se trasladaba con Leire a un piso muy cuco en el barrio de Loyola de San Sebastián. Patxi, que sufría un momento muy doloroso al ver que sus amigos se marchaban cuando él creía que siempre estarían juntos, se quedaba solo en Bilbao siendo quien ha sido siempre: el gran soltero y vividor bizkaino.

A todos los que nos habéis seguido hasta aquí, eskerrik asko! Un abrazo muy fuerte a todos.
 Entrada del blog de Euskolegas, 9 de Junio de 2010